# فینیکس کایوتیس
فینیکس کایوتیس یا گرگ‌های صحرائی فینیکس (در انگلیسی: Phoenix Coyotes) نام یک تیم حرفه‌ای هاکی روی یخ از شهر فینیکس در ایالت آریزونای آمریکا است. این تیم در منطقه گلندیل شهر فینیکس مستقر است و اعضاء آن در لیگ ملی هاکی (NHL)، یعنی لیگ بزرگ و سراسری هاکی روی یخ آمریکای شمالی شرکت می‌کنند.
نام این تیم از کایوت (گرگ صحرائی آمریکای شمالی) گرفته شده.